# Lispocephala buettikeri
Lispocephala buettikeri este o specie de muște din genul Lispocephala, familia Muscidae, descrisă de Adrian C. Pont în anul 1991.
Este endemică în Oman. Conform Catalogue of Life specia Lispocephala buettikeri nu are subspecii cunoscute.